# پور (حاجی‌آباد)
پور، روستایی در دهستان کوهشاه بخش احمدی شهرستان حاجی‌آباد در استان هرمزگان ایران است. این روستا، مرکز دهستان کوهشاه است.

## جمعیت
بر پایه سرشماری عمومی نفوس و مسکن در سال ۱۳۹۵، جمعیت این روستا برابر با ۳۶۶ نفر (۱۲۷ خانوار) بوده است.